# クリストファー・ C・ミラー
クリストファー・C・ミラー（英語: Christopher C. Miller、1965年10月15日 - ）は、アメリカ合衆国の官僚、元軍人。ドナルド・トランプ政権で国家テロ対策センター所長、国防長官代行を務めた。

## 来歴
1965年10月15日、アメリカ合衆国ウィスコンシン州プラットビルにて、ロイス・マキシンとハーベイ・D・ミラーとの間に生まれ、アイオワ州アイオワシティで育った。アイオワシティ高等学校を卒業後、1987年にジョージ・ワシントン大学で文学士号を取得した。
その後、国防総合大学のアメリカ海軍大学校に進み、2001年に国家安全保障研究で修士号を取得している。また海軍大学校の司令・参謀プログラムやアメリカ陸軍戦略大学も卒業している。
元陸軍特殊部隊所属である。1983年から2014年まで軍隊に勤務し、退役後に政策担当国防次官に専門知識を提供する防衛請負業者として働いた。アメリカ国家安全保障会議ではテロ対策顧問を務め、イラクとシリアにまたがる地域で活動するイスラーム過激派組織・ISILに対する作戦に関与していた。その後、特殊作戦およびテロとの戦いのために国防総省の副次官補として働いた。またイラン、ヒズボラ、およびアメリカの国内テロリズムを米国への脅威として指定することにも関与している。
2020年3月、ドナルド・トランプ大統領はミラーを国家テロ対策センター所長に指名することを発表し、同年8月6日に上院での投票によってこの人事案は承認され、8月10日に正式に就任した。
2020年11月9日、トランプ大統領はマーク・エスパーを国防長官から解任し、後任にミラーを国防長官代行に任命した。
2020年12月、ジョー・バイデン次期大統領の政権移行チームとホリデーシーズンの休暇で合意したことを理由に情報共有のためのブリーフィングを中断するもバイデン側は合意の存在を否定して反発した。また、国防総省の人員整理を行い、国防ビジネス委員会では元トランプ陣営選対本部長のコーリー・ルワンドウスキら、国防政策委員会ではニュート・ギングリッチらを任命するなどトランプ支持者を諮問委員に任命した。これを受けて翌2021年1月3日にディック・チェイニー、マーク・エスパー、ジェームズ・マティス、レオン・パネッタ、ドナルド・ラムズフェルド、ウィリアム・コーエン、チャック・ヘーゲル、ロバート・ゲーツ、ウィリアム・ペリー、アシュトン・カーターら存命中の歴代国防長官10人は共同声明でバイデン政権への移行を妨害するトランプ大統領の試みに国防総省が一切協力しないよう呼びかけた。ミラーが任命したルワンドウスキやギングリッチら諮問委員の殆どはバイデン政権誕生後にロイド・オースティン国防長官によって解任されることとなった。
2021年1月7日、2021年アメリカ合衆国議会議事堂襲撃事件を非難して「私と国防総省はバイデン次期大統領への平和的な権限の移行を成し遂げる」と声明で述べた。

## 家族
1989年9月16日にキャスリン・マーグ・ミラーと結婚した。彼女は健康と環境に関するロビー活動を行うグループのマネージャーとして働いている。夫婦には3人の子供がいる。